# Fernando de Eça, Senhor de Eça
Fernando de Portugal - Fernando de Eça (1378 - Castelo de Eça, 1460), foi um nobre português, neto paterno do Rei D. Pedro I.

## Biografia
D. Fernando de Eça era filho unigénito de D. João de Portugal, Duque de Valência de Campos, e de sua primeira mulher, da qual foi segundo marido, D. Maria Teles de Meneses (irmã da rainha D. Leonor Teles), e neto paterno de D. Pedro I de Portugal e de sua segunda mulher D. Inês de Castro.
Saiu do Reino com seu pai e viveu durante muito tempo na Galiza, onde teve o Senhorio da vila de Eza, em português, Eça, que lhe deu em Préstamo o 1.º Duque de Arjona Grande de Castela, D. Fadrique Enríquez de Castilla, seu primo segundo, da qual D. Fernando de Eça tomou este nome e apelido.
Não herdou os vastos senhorios de seu pai, que os perdera quando foi para Castela. Não obstante, regressou, mais tarde, a Portugal, onde teve o foro de Fidalgo da Casa Real.
De acordo com a descrição de Anselmo Braamcamp Freire nos Brasões da Sala de Sintra, "Criado ao desamparo, sem pai, nem mãe, nem quem por ele realmente se interessasse, saiu um devasso acabado. O seu fraco era casar e com o maior desassombro o fazia, chegando ao ponto de ter as vezes três ou quatro mulheres vivas. Então, filhos, isso era um nunca mais acabar. Quarenta e dois lhe assinam os nobiliários!" "Casou-se pelo menos, seis vezes mas apenas se conhece o nome de uma das mulheres: Isabel de Avalos." De acordo com a descrição de Manuel José da Costa Felgueiras Gaio no Nobiliário das Famílias de Portugal, "...foi casado com muitas mulheres todas vivas, devia ter boa consciência, ou seguir o Alcorão, em que se permitem muitas mulheres..." Embora dele se diga até que foi casado com seis mulheres, todas elas vivas, e que teve das suas diversas mulheres quarenta e dois filhos e filhas, que dos quais e das quais se conhecem dezanove, e que parece que sete foram havidos e havidas em D. Isabel de Ávalos, na realidade, levou uma vida aventureira, casando-se três vezes estando todas as mulheres vivas, e das quais teve quinze filhos e filhas. Pelo facto de ter tido a descendência desses casamentos consecutivamente e não concorrentemente, e atendendo à sua longevidade, se deduz que tenha casado de novo de cada vez com uma mulher mais nova e em idade núbil pela qual trocava a anterior mais velha.

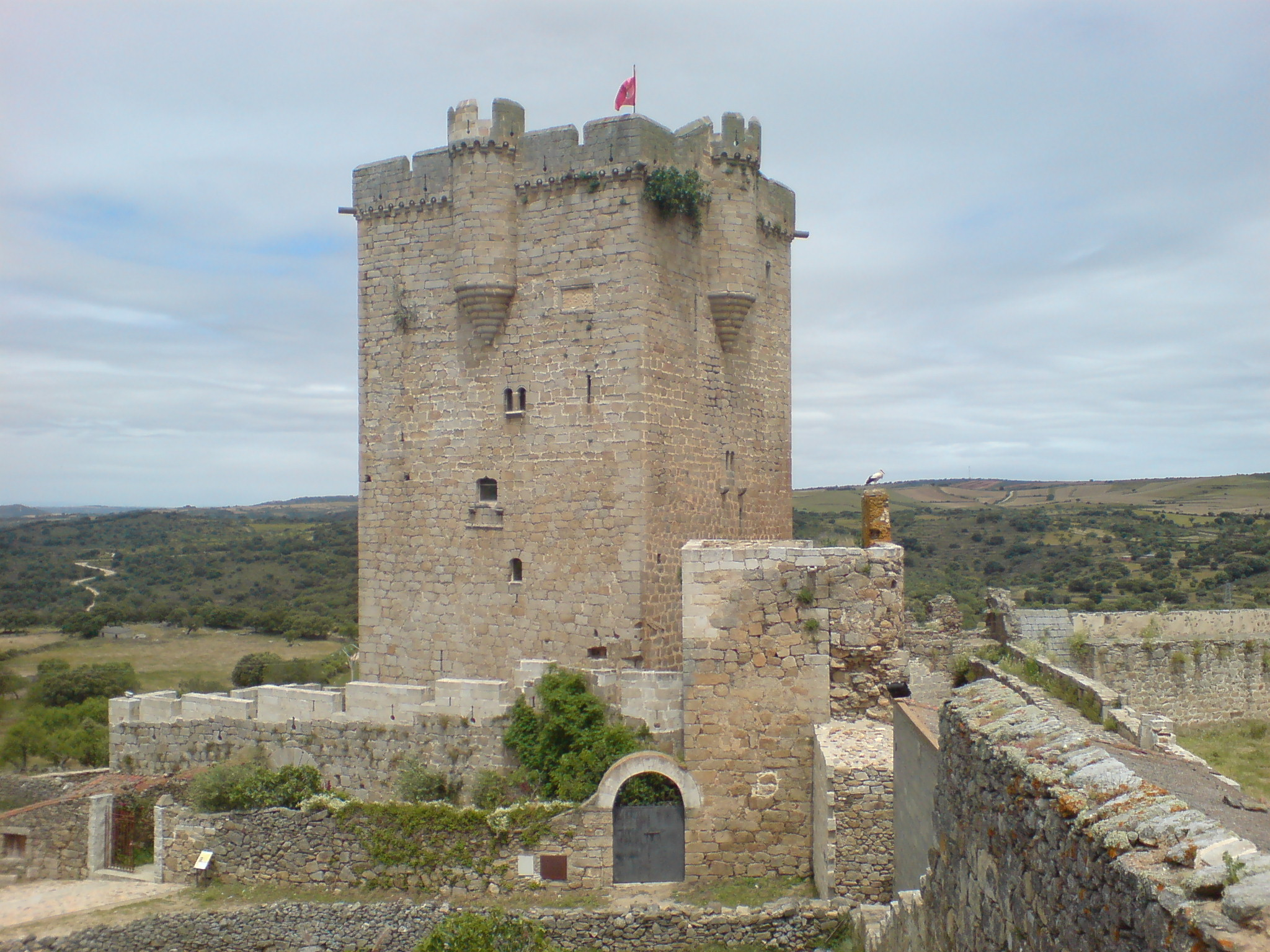
O Castelo de São Felizes dos Galegos, onde D. Fernando de Eça residiu na sua infância

A 11 de Abril de 1455, D. Afonso V de Portugal doou a D. Fernando de Eça e a sua mulher D. Isabel de Ávalos, enquanto sua mercê for, uma tença anual de 10.000 reais de prata, a partir de 1 de Janeiro de 1455.
Nos últimos anos de vida, "arrependido da escandalosa em que vivera, fizera devidas demonstrações de Cristão e de penitência, e se vestira no Hábito de São Francisco, e no teor desta vida acabara; a que alude o Escudo das Armas que formou, em que poz o Cordão daquelle Santo com os Escudetes Reaes, de que usaram seus descendentes", de acordo com a História Genealógica da Casa Real Portuguesa de D. António Caetano de Sousa.
Por esta abundante geração se continuou o apelido de Eça. As armas dos de Eça são: escudo em campo de prata, com cinco escudetes de Portugal antigo de azul postos em cruz, cada um carregado de nove besantes de prata e como carbúnculo um cordão de São Francisco de púrpura, com seus nós, posto em cruz, em aspa e em orla, e sobreposto a todos os escudetes salvo o do centro; timbre: uma águia de vermelho ou de azul, bicada, linguada, armada e membrada de ouro e carregada no peito de cinco besantes de prata.
Faleceu, arrependido dos seus desvarios, conforme se diz, alguns dizem que em casa de sua terceira mulher Isabel de Ávalos, mortificado com penitências e envolto no Hábito de São Francisco, no seu Castelo de Eça, sendo trasladado para o Convento do Espírito Santo de Gouveia, de que era Padroeiro, onde seu corpo chegou a 25 de Janeiro de 1479, sendo sepultado na capela-mor em túmulo com o seu brasão de armas e o seguinte epitáfio: «Aqui jaz Fernando d'Eça filho do Infante João neto d'El-Rei Pedro de Portugal, & da Infante Inez de Castro sua mulher; & bisneto d'El-Rei D. Afonso, o que venceu a batalha do Salado. Este Fernando foi padre de Catarina, Abadessa de Lorvão, que o aqui mandou trasladar na Era do Nascimento de nosso senhor Jesu Christo de mil & quatrocentos & setenta & nove anos, XXV dias de janeiro».

## Descendência
Casou primeira vez com Maria de Melo, falecida depois de 1422, Portuguesa, cuja ascendência se desconhece, da qual teve três filhas e um filho: 
- D. Maria de Eça, que casou três vezes, sem geração, e depois foi Freira no Convento de Santa Clara, no Porto, segundo Cristóvão Alão de Morais
- D. Inês de Eça, casada com Gonzalo de Híjar, Senhor do Vale de Jalón, falecido depois de 1450, com geração
- D. Diogo de Eça, casado com Joana da Silva, filha do Doutor Pedro da Silva e de sua mulher, segundo Cristóvão Alão de Morais, sem geração
- D. Beatriz de Eça (c. 1416 - d. 1461)

Casou segunda vez com Leonor de Teive, filha de João de Teive e de Brites d'Horta (d'Orta), da qual teve três filhos e duas filhas: 
- D. Fernando de Eça (c. 1419 - a. 1 de Fevereiro de 1498)
- D. Leonor de Eça (c. 1421 - ?), casada com Galiote Leitão de Vasconcelos (c. 1410 - ?), Senhor da Torre da Ota
- D. João de Eça (c. 1423 - ?), Fidalgo da Casa Real, Comendador de Cardiga na Ordem de Cristo, solteiro e sem geração
- D. Garcia de Eça (c. 1426 - ?)
- D. Isabel de Eça (c. 1428 - ?), casada com João de Sotomayor, com geração feminina

Casou terceira vez com Isabel Dávalos ou de Ávalos, falecida depois de 1480, filha de Pedro López Dávalos, ao qual alguns chamam Juan, e de sua mulher María de Orozco, da qual teve quatro filhas e três filhos: 
- D. Branca de Eça (c. 1435 - ?), casada primeira vez com Vasco Fernandes de Lucena (c. 1400 - ?), do qual foi segunda mulher, sem geração, e casada segunda vez com João Rodrigues de Azevedo, o Boi, filho de Rui Fernandes e de sua mulher Ana de Azevedo, com geração; a 1 de Abril de 1451, D. Afonso V doou a João Rodrigues, filho do Dr. Rui Fernandes, Fidalgo da sua Casa, enquanto sua mercê for, uma tença anual para estudos de 5.140 reais de prata, a partir de Janeiro de 1451; em 1462, João Rodrigues de Azevedo, dito «filho do doutor», era Cavaleiro Fidalgo da Casa Real com 1.500 reais de moradia
- D. Pedro de Eça (c. 1437 - 1492), Alcaide-Mor do Castelo de Moura e pai de D. Filipa de Eça, a famosa abadessa do Mosteiro de Lorvão
- D. Inês de Portugal, casada com D. Garcia de Sousa
- D. João de Portugal (c. 1442 - c. 1487), casado com Leonor Xira, aragonesa,[5] sem geração[6]
- D. Catarina de Eça (c. 1444 - d. 24 de Novembro de 1519)
- D. Duarte de Eça (c. 1445 - a. 23 de Outubro de 1475), Clérigo, Reitor de Santa Maria de Arganil; a 2 de Maio de 1461 teve de graça especial do Arcebispo de Braga as quatro ordens, menores, scillicet, primeira clerical e tonsura, D. Duarte de Eça, filho de D. Fernando de Eça e sua mulher D. Isabel de "Auilles", moradores na freguesia de "Enxarez de Badalhouçe diocese Pacense"; a 11 de Abril de 1463, D. Afonso V perdoou um ano de degredo a Jorge Dias, Bacharel de D. Duarte de Eça, a que fora condenado para a cidade de Ceuta, contanto que pague 1.500 reais brancos para a Arca da Piedade; a 23 de Outubro de 1475, D. Afonso V apresentou à Igreja de Santa Maria de Arganil, do Bispado de Coimbra, D. Rodrigo de Sousa, em substituição de D. Eduardo de Eça, seu último Reitor, que morrera; deixou, pelo menos, um filho natural ou sacrílego

Foi também pai de:
- D. Diogo de Portugal[7]
- D. Antão de Eça, monge da Ordem de São Bernardo[7]
- D. Beatriz de Portugal, que morreu solteira[8]
- D. Catarina de Portugal, freira[8]

A 11 de Abril de 1455, como ficou dito, D. Afonso V doou a D. Fernando de Eça, e a sua mulher D. Isabel de Avalos, enquanto sua mercê for, uma tença anual de 10.000 reais prata, a partir de 1 de Janeiro de 1455.
Quando seu filho D. Duarte de Eça tirou ordens em Braga em 1461, como se disse, vem referida como D. Isabel "de Auilles", moradora com seu marido na freguesia de "Enxarez de Badalhouce diocese Pecense".
A 27 de Outubro de 1469, D. Afonso V privilegiou Pedro Gonçalves, almocreve, morador em Gouveia, servidor de D. Isabel, mulher de D. Fernando de Eça, isentando-o do pagamento de diversos impostos concelhios onde morar, de ir com presos e dinheiros, de ser tutor e curador, de ser posto por besteiro do conto, de lhe tomarem as bestas de sela e albarda, bem como do direito de pousada.
Isabel de Ávalos assistiu à morte do marido e faleceu viúva com Testamento de 1480.